# Ophiolimna diastata
Ophiolimna diastata är en ormstjärneart som först beskrevs av Clark 1911.  Ophiolimna diastata ingår i släktet Ophiolimna och familjen knotterormstjärnor. Inga underarter finns listade i Catalogue of Life.